# Cap Trafalgar
Pour les articles homonymes, voir Trafalgar.
Le cap Trafalgar, (en arabe : رأس الطرف الآغر raʾs al-ṭaraf al-aḡar le cap Extrême ; en espagnol : Cabo  Trafalgar) est un promontoire peu élevé qui constitue la limite nord-ouest du détroit de Gibraltar, à la jonction de l'océan Atlantique et de la mer Méditerranée.

## Localisation

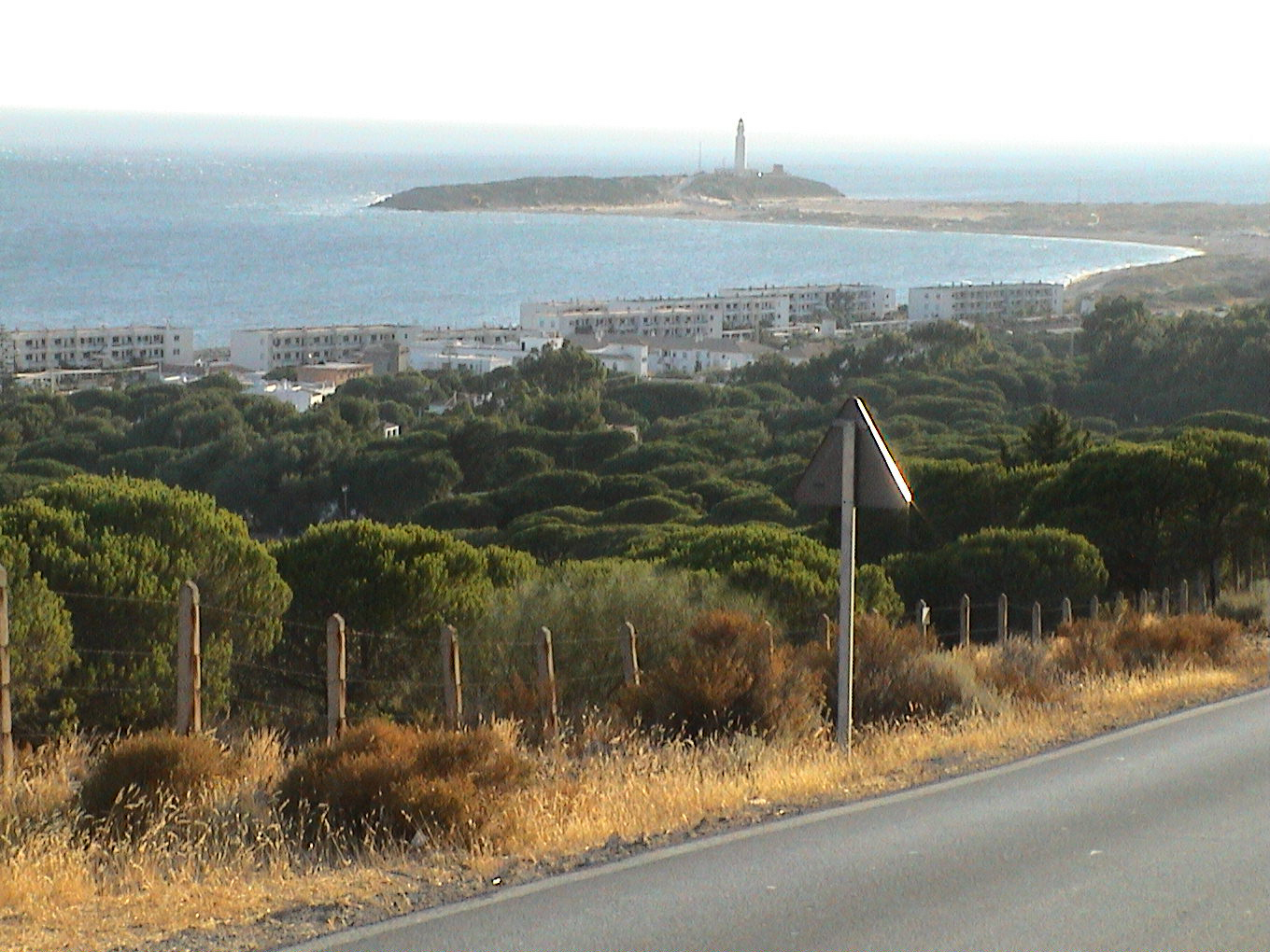
Phare au loin du cap Trafalgar

L'Organisation hydrographique internationale définit la limite occidentale du détroit de Gibraltar et de la mer Méditerranée comme une ligne qui relie le cap Trafalgar (au nord) au cap Spartel (au sud).
Le cap Trafalgar est situé près de Cadix, dans la commune de Barbate, en Andalousie, à 43 km au nord-ouest de l'extrémité sud de l'Espagne (Tarifa).
Le cap forme un tombolo. Il est prolongé par une large plateforme côtière où des projets de parc éolien offshore ont été développés sans se concrétiser.

## Toponymie

Situation du cap Trafalgar, par rapport au détroit de Gibraltar.

Le nom provient de sa désignation en arabe : taraf al-gharb, qui signifie « cap de l'Ouest ».

## Histoire
Le cap Trafalgar est surtout connu pour la bataille navale qui s'y déroula le 21 octobre 1805 entre les forces franco-espagnoles et la marine britannique commandée par l'amiral Nelson qui remporta la victoire tout en y perdant la vie.
Cette victoire est commémorée à Trafalgar Square, une place parmi les plus touristiques de Londres, ornée d'une colonne surmontée d'une statue à l'effigie de Nelson.